# Thanh Biện
Thanh Biện (zh. qīngbiàn 清辯, sa. bhāvaviveka, bhavya, ja. shōben) là Luận sư quan trọng của Trung quán tông (sa. mādhyamika), sống khoảng giữa 490 và 570. Sư sinh tại Nam Ấn Độ, theo học giáo lý của Long Thụ (sa. nāgārjuna) tại Ma-kiệt-đà (sa. magadha). Sau đó Sư trở về quê hương và trở thành một luận sư danh tiếng. Trong các tác phẩm được dịch ra chữ Hán và chữ Tây Tạng (phần lớn của nguyên bản Phạn ngữ đã thất truyền), Duy thức tông (sa. vijñānavādin, yogācārin) là đối tượng bị Sư chỉ trích. Là người sáng lập hệ phái Trung quán-Y tự khởi (zh. 中觀依自起, sa. mādhyamika-svātantrika, cũng được gọi là Độc lập luận chứng phái 獨立論證派), một trong hai trường phái của Trung quán, Sư cũng đả kích Phật Hộ (sa. buddhapālita), người sáng lập hệ phái Trung quán-Cụ duyên (中 觀 具 緣; prāsaṅgika-mādhyamika) bằng một phương pháp suy luận biện chứng trên cơ sở nhân minh học (sa. hetuvidyā), Nhận thức học (sa. pramāṇavāda). Vào thế kỉ thứ 8, trường phái của Sư được Tịch Hộ (sa. śāntarakṣita) biến thành phái Trung quán-Duy thức (sa. mādhyamika-yogācāra).

### Tác phẩm
Các tác phẩm của Sư (trích): 
1. Đại thừa chưởng trân luận (sa. mahāyānatālaratnaśāstra), Huyền Trang dịch;
2. Bát-nhã đăng luận thích (sa. prajñāpradīpa, cũng có tên prajñāpradīpa-mūlamadhyamaka-vṛtti), Ba-la-phả Mật-đa dịch;
3. Trung quán tâm luận tụng (sa. madhyamakahṛdayakārikā), Tạng ngữ;
4. Trung quán tâm quang minh biện luận (sa. madhyamakahṛdayavṛttitarkajvālā), chú giải Trung quán tâm luận tụng (sa. madhyamakahṛdayakārikā), Tạng ngữ;
5. Trung quán nhân duyên luận (sa. madhyamikapratītyasamutpāda-śāstra), Tạng ngữ;
6. Nhập trung quán đăng luận (sa. madhyamakāvatārapradīpa), Tạng ngữ;
7. Nhiếp trung quán nghĩa luận (sa. madhyamārtha-saṃgraha), còn bản Tạng ngữ và Phạn ngữ;
8. Dị bộ tông tinh thích (sa. nikāyabheda-vibhaṅgavyākhyāna), chỉ còn lưu lại trong Tạng ngữ, nói về các tông phái phật giáo sau khi Phật diệt độ đến thời Thanh Biện, rất giống Dị bộ tông luân luận (sa. samayabhedavyūhacakraśāstra) của Thế Hữu (vasumitra).